# Steven Balbus
Pour les articles homonymes, voir Balbus.
Steven Andrew Balbus FRS, né le 23 novembre 1953, est un astrophysicien américain, professeur Savilian d'astronomie à l'Université d'Oxford et professeur au New College d'Oxford.
En 2013, il partage le prix Shaw d'astronomie avec John F. Hawley (en).

## Biographie
Balbus naît en 1953 à Philadelphie, en Pennsylvanie. Il fréquente la William Penn Charter School, obtient des diplômes de Bachelor of Science en mathématiques et en physique du Massachusetts Institute of Technology (MIT) en 1975 et un doctorat en astrophysique théorique de l'Université de Californie à Berkeley en 1981.